# Cao Qi
Cao Qi (Chinees 曹琪; geboren 15 januari 1974) is een voormalige Chinese discuswerpster.

## Loopbaan
Op de Aziatische kampioenschappen in 1993 won Cao goud en in 2000 zilver. Ze deed ook me aan het wereldkampioenschappen van 1999 en de Olympische Spelen van Sydney in 2000, maar kwalificeerde zich niet voor de finale.

## Titels
- Aziatisch kampioene discuswerpen - 1993
- Chinees kampioene discuswerpen - 1993

## Persoonlijk record
| Onderdeel    | Prestatie | Datum             | Plaats |
| ------------ | --------- | ----------------- | ------ |
| discuswerpen | 66,08 m   | 12 september 1993 | Peking |

## Palmares

### discuswerpen
- 1993:  Chinese Spelen - 66,08 m
- 1993:  Aziatische kampioenschappen - 61,58 m
- 2000:  Aziatische kampioenschappen - 58,71 m